# Lauharulla
Lauharulla este un gen de păianjeni din familia Salticidae.
Cladograma conform Catalogue of Life:
| Lauharulla | \| \| Lauharulla insulana \| \| \| \| \| \| Lauharulla pretiosa \| \| \| \| |
|            | \| \| Lauharulla insulana \| \| \| \| \| \| Lauharulla pretiosa \| \| \| \| |
|            | Lauharulla insulana                                                         |
|            |                                                                             |
|            | Lauharulla pretiosa                                                         |
|            |                                                                             |